# Евгеновка (Великоновосёлковский район)
Евге́новка (укр. Євгенівка) — село в бывшем Великоновосёлковском районе на западе Донецкой области.
Код КОАТУУ — 1421281201. Население по переписи 2001 года составляет 590 человек. Почтовый индекс — 85563. Телефонный код — 6243.

## Адрес местного совета
85563, Донецкая область, Великоновосёлковский район, с. Евгеновка, ул. Ленина, 30, 92-5-10